# Євстахій Антіохійський
Євстахій Антіохійський (грец. Ευστάθιος Αντιοχείας,  ? —337) — архієпископ Антіохійський (323—331), перший голова на Першому Вселенському соборі в Нікеї, богослов, борець з аріанством, святий. 

## Життєпис
Святитель Євстахій, архієпископ Антіохійський (323—331) народився в Сиді Памфилійському у другій половині III століття. Він був єпископом міста Берії. За клопотанням пастви був зведений отцями I Вселенського собору (325) на Антіохійську катедру.
Святитель Євстахій був глибоко освіченим богословом, а також вирізнявся глибокими знаннями в світських науках. Коли на Сході стала розповсюджуватися єресь Арія, який не визнавав єдиносутності Сина Божого з Отцем, святитель Євстахій ревно боровся — усно і письмово — за чистоту християнської віри. У 325 році святим рівноапостольним царем Костянтином Великим було скликано Перший Вселенський Нікейський собор. Першим головою на цьому Соборі був святитель Євстахій. Собор засудив навчання Арія і висловив православне вчення в Символі віри. Несамовитого Арія, як назвав його святитель Євстафій, що не побажав відмовитися від своєї помилки, і його однодумців Собор, позбавивши сану, відлучив від церкви. Проте серед єпископів, що підписали Нікейський Символ, були й такі, які співчували єресі Арія і підписали акти Собору не через переконання, а через страх відлучення. Після собору почалися їхні підступи проти святителя Євстахія. З великою хитрістю вони добилися його згоди на скликання в Антіохії Помісного собору. Підкупивши одну блудницю, вони намовили її з'явитися на Соборі з немовлям і лжесвідчити про те, що батьком немовляти є святитель Євстахій. Порушуючи Апостольські правила про те, що звинувачення на священнослужителя слід приймати при підтвердженні двох свідків, аріани позбавили святителя Євстахія влади. Він без суду був відправлений на заслання, у Фракію. Але помилковість звинувачення незабаром відкрилася: тяжко захворівши після наклепу, жінка розкаялася, прикликала кліриків і у присутності багатьох людей висповідалася у своєму грісі. Проте до того часу святий Костянтин Великий помер, і на престол вступив його син Констанцій (337—361), що поділяв єретичні погляди Арія і не дозволив святителю Євстахієві повернутися. Святий Євстахій помер на засланні, у місті Филиппах або Траянополі, в 337 році.

## Вшанування пам'яті
- Пам'ять — 6 березня

## Твори
- Вісім книг проти Арія.
- Про душу (власне про душу Ісуса Христа).
- Пояснення книг Приповідок (8,22 і 9,5) і Псалмів  (15, 56 і 92)
- Промова імператору Констянтину
- Слово о трапезе в доме Лазаря и его сестёр Марии и Марфы. / пер. Н. П. Кудрявцева. // Богословский вестник. — 1903, июль — август. — № II. — С. 1—14.
- Опубліковані в зібрані творів Patrologia Graeca, том 18, Eustathius of Antioch
- Розмова проти Орігена на його писання про чарівницю (відома також як "Про аендорську чарівницю")